# El Rajah
El Rajah es una ópera en un acto y tres cuadros con un libreto de Manuel M. Bermejo y música del compositor jalisciense José F. Vásquez. La ópera de El Rajah, es la tercera ópera que conforma la "Triada o trilogía exotista", junto a sus óperas El mandarín y Citlali.

## Origen
En el año de 1922, teniendo el maestro José F. Vásquez la edad de 26 años, participa, junto al maestro Manuel M. Bermejo, en el concurso de composición, organizado por el diario El Universal, dirigido en aquel entonces por el ingeniero Félix F. Palavicini. Dicho concurso, tenía como directriz, componer una ópera en un solo acto y cuyo libreto, tuviera como base algún asunto mexicanista. Así, escribiendo el maestro Bermejo la letra y el maestro Vásquez la música, ganan el primer lugar del concurso con la ópera Citlali.

Dicho hecho, dio pie a otras composiciones, tal como menciona el Maestro Manuel M. Bermejo en el año 1945 en la Revista Musical Mexicana:
Vásquez y yo no hemos creído mucho en los concursos, cuyo resultado está previsto o prefijado casi siempre. Nos animó, empero, la circunstancia de que, si no salíamos premiados, nuestra labor no sería estéril, pues llevaríamos la obra a la escena con elementos de la escuela. Alentados con esa perspectiva, escribimos la ópera Citlali -yo el verso y Vásquez la música- obteniendo el premio por unanimidad y representándose la obra, primero en el Teatro Iris, y después en El Toreo, durante la inolvidable temporada del tenor español, Miguel Fleta. Alentados por nuestro éxito escribimos y estrenamos después en diversas épocas, las óperas, El Mandarín, El Rajáh y El último sueño, el ballet azteca La Ofrenda; un poema sinfónico para orquesta y voces, y numerosos lieder...
En otoño de 1923, se termina de componer la ópera El Rajah, sin embargo, tendrían que pasar 9 años para poder ser estrenada el 14 de junio de 1931 en el Teatro Arbeu, con un elenco de estudiantes de la Escuela Libre de Música, escuela que fundó el maestro Vásquez en 1920 y que a la fecha, no solo sigue funcionando, sino que además, lleva su nombre.

## Argumento

### Primer Cuadro
La acción se desarrolla en Malaca, lugar en donde El Rajah tiene su palacio. Este, vive con sus dos esposas Sacóntala, (primera esposa del Rajah), y Darma (segunda esposa y la más joven); Natali, (su sirviente más fiel y encargado de conseguir nuevas esposas y esclavos para el Rajah), El Santón, (un viejo sabio y santo de las leyes) y sus esclavos y familiares (dentro de los que se cuentan esclavos, guardias, brahamines, etc.).
Mantami, joven jardinero al servicio del Rajah, repudia la riqueza y el poder de este, al escuchar los cantos de los esclavos y esposas, sin embargo, reconoce que el Rajah, no lo ha tratado mal e incluso, le ha tomado en cuenta para la repartición de sus bienes una vez que él muera. Cuando el Rajah aparece junto a sus esposas y los esclavos, este menciona que pronto morirá y que, como dicta la tradición, debe morir en la hoguera junto a sus posesiones y seres más amados. En este momento, revela que quien debe ir a la hoguera es su segunda esposa, Darma. Esta, expresa al Rajah que, antes de morir, desea ver por última vez la tierra donde nació, España. Ante tal petición, el Rajah accede con la única condición de que debe regresar en cuanto él muera, para poder ser incinerados juntos en la hoguera. Darma lo jura y el Rajah, satisfecho de la promesa de Darma, recuerda a Mantami, que también su fortuna asegurada está, permitiéndole a Mantami el ir a reposar. El Rajah se retira a visitar sus jardines junto a su primera esposa, Sacontála, quien le expresa con amargura, que el cariño que antaño recibía y que el título de favorita, son solo recuerdos del ayer. Mientras tanto, los esclavos piden a Darma que les cuente de su tierra natal España. Ella, explica que su madre fue mora y su padre español y que por ellos, es esclava y se vendió.
La escena se ve interrumpida por la llegada de Mahina, una mujer traída a rastras por el sirviente Natali y que levanta el furor de los esclavos ante el Rajah, sin embargo, estos son callados por una orden de Natali, mientras este explica, que su intención era devolver al viejo Rajah, un poco de juventud y días placenteros. Natali, ordena a Mahina que se levante y muestre su belleza al Rajah, a lo cual, Darma expresa su preocupación de haber otra víctima de rapto por parte de Natali, mientras que Sacóntala, expresa que ha llegado una nueva rival para ella. El Rajah, ordena que sea llevada a una de las habitaciones del palacio para que se recupere del dolor y el llanto, para así poder admirar su encanto y su belleza. Mahina, expresa al Rajah que su amado le ha hablado de él y que éste lo tiene en muy alta estima, a lo que ella ruega para que sea devuelta a su hogar y revela, ante el asombro de todos, menos de Natali, que su amado es Mantami, el jardinero del Rajah.
Ante este suceso, el Rajah promete devolverla a su hogar junto a Mantami al salir el alba, acción que le encomienda a Natali. Sin embargo, una vez que todos se retiran, Natali revela que su verdadera intención no era raptar a Mahina para El Rajah, si no para él mismo, ofreciendo a Mahina joyas y poder. Mahina, siendo cautelosa, rechaza a Natali, ofreciéndole a su vez su amistad y cariño como un hermano. Esto molesta a Natali y trata de tomarla a la fuerza. La escena se ve interrumpida por la llegada de un esclavo acompañado de Sacóntala, quien le recuerda a Natali el mandato del Rajah de mantener sana y salva a Mahina. Sacóntala lleva a Mahina a los aposentos designados para ella, salvándola así, de las negras intenciones de Natali.
Mientras tanto, Mantami, regresa al palacio del Rajah buscando a Mahina, ya que, llegando a su hogar, se percata de que su amada Mahina no estaba y existían señales de violencia junto a huellas que lo dirigieron nuevamente al palacio. Al llegar, escuchó la voz de Mahina que cantaba en la ventana de la habitación otorgada por el Rajah. Mantami, aunque al principio dudaba en hablarle por miedo a ser descubierto, su desesperación lo llevó a hablar con Mahina. Esta le cuenta que el Rajah ha prometido devolverla a su hogar junto a él. Toda esta escena, es escuchada por Natali, quien, escondido en el jardín, jura en secreto vengarse de Mantami. La escena vuelve a ser interrumpida por la llegada del Rajah y el Santón, al tiempo que Mantami se oculta en las sombras del jardín para no ser descubierto.
El Rajah, cuenta al Santón, que siente que se aproximan sus últimos días de vida y que, a pesar de ello, se sentía en paz de haber dejado todo en orden en manos de Natali. El Santón, consola al Rajah diciendo que aún faltaba mucho tiempo para poder fallecer, sin embargo, en ese momento, el Rajah es misteriosamente atacado y empieza a sentir los estertores de la muerte. Natali, saliendo de su escondite, pide ayuda al esclavo y a los guardias para que se presenten todos los esclavos y apresen a un hombre que se encontraba en el jardín. De este modo, los guardias, por orden de Natali, apresan a Mantami quien es inculpado por la muerte del Rajah. Mientras todos se afligen por la muerte del Rajah y los guardias llevan preso a Mantami, Natali se acerca a Mahina para decirle que, si esa noche no se entrega a él, Mantamí morirá.

### Segundo Cuadro
Los brahamines y parientes del Rajah, todos hombres, realizan una procesión fúnebre, expresan la inmensa gratitud a un hombre justo e ilustre, pidiendo a Brahama que sea bien recibido en su seno beatifico el alma del Rajah.

### Tercer Cuadro
El palacio del Rajah se ha vestido de solemnidad fúnebre y los esclavos prepararon la pira funeraria donde El Rajah será incinerado junto a sus posesiones más queridas y seres amados. Darma, sabiendo que ella debe morir junto al Rajah, se despide de su patria España, mientras que Sacóntala, pregunta a Mahina si en verdad Mantami es inocente de la muerte del Rajah. Mahina confiesa que el autor del asesinato es Natali y que ha inculpado injustamente a Mantami, pero que ella ya ha comprado la libertad de su amado entregándose a Natali.
En frente de todos los esclavos y familiares, Natali libera a Mantami, diciendo en secreto Mahina que él ha cumplido con su parte del trato, sin embargo, no le es suficiente haber tenido su cuerpo, quiere también su alma. Mahina se niega, pero Natali, promete demostrarle en ese momento su poder inmenso. El Santón comienza el ritual para la incineración, mencionando que los seres amados que el Rajah quería que lo acompañasen en la hoguera, fueron mencionados a Natali antes de morir y que él debía nombrarlos. Natali, mintiendo, anuncia que quien debe morir junto al Rajah, es él y Mahina. De este modo, la ópera termina con la incineración de Mahina frente a su amado Mantami.

## Rescate

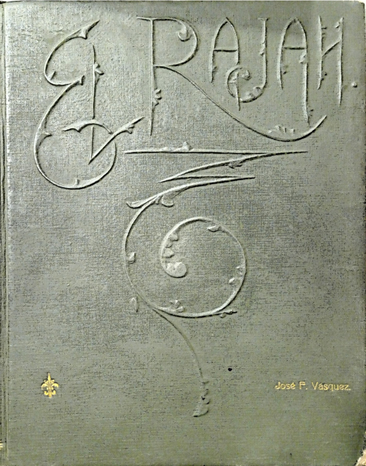
Portada del manuscrito de la partitura orquestal de la ópera El Rajah de José F. Vásquez

Derivado del expolio de los bienes (incluidas las partituras) de la familia Vásquez, las partituras de toda su obra se perdieron en el tiempo. Años más tarde y después de mucho esfuerzo de búsqueda y reconstrucción del legado de un fantasma de la música mexicana, el hijo de José F. Vásquez, José Jesús Vásquez Torres, logró recuperar, hasta el momento, 195 obras, dentro de las cuales, se incluía la ópera “El Rajah”. Sin embargo, aunque puso en resguardo dichas partituras en diferentes instituciones, la obra del maestro José F. Vásquez seguía sin ser interpretada.
En 2022, el Colectivo Artístico AcercARTE, en su división de Editorial AcercARTE, tuvo la posibilidad de accesar, con permiso de José Jesús Vásquez Torres, hijo y heredero del maestro José F. Vásquez, al material original. Posteriormente, en el año 2023, la Editorial AcercARTE, bajo el cargo del compositor Josué Olvera, realizó junto a los revisores, Israel Barrios (pianista) y Víctor Nájera (Barítono y Etnomusicólogo), la edición crítica de la versión para canto y piano de la ópera completa, encontrando en el camino, discrepancias entre la versión orquestal y la versión vocal. La edición crítica de la versión orquestal, está planeada para ver la luz en el año 2024.
En 2023, los solistas de la Compañía Nacional de Ópera Mexicana “Canto del Alma” (anteriormente Compañía de Ópera "Sing Von Seele"), dirigida por el maestro Josué Olvera, el Colectivo Artístico AcercARTE, dirigido por el maestro Víctor Nájera, y los coros queretanos Movimiento Coral Queretano y Capella Queretana, ambos dirigidos por la maestra Lidia Corbella Andrade, llevaron a cabo el reestreno de la ópera en su totalidad, como las presentaciones de la Edición Crítica en diferentes estados del país, todo esto bajo la dirección musical del pianista Israel Barrios Barrera.

## Elencos
Las sedes y fechas de la ópera en 2023 fueron:
- Jueves 31 de agosto, Teatro de la Ciudad de Querétaro. Versión concierto a piano.[5][6][7]
- Domingo 10 de septiembre, Museo del Calendario MUCAL, Querétaro, Qro. Versión concierto a piano.
- Viernes 29 de septiembre, Museo Nacional de Historia, Castillo de Chapultepec, Ciudad de México. Versión concierto a piano.[8][9]
- Viernes 8 de diciembre, Teatro de la Ciudad de Celaya, Celaya, Gto. Versión escenificada a piano.[10]

| Papel      | Tesitura              | Estreno Mundial, 14 de junio de 1931 Teatro Arbeu | 29 de ago. y 01 de sep. de 1935 Palacio de Bellas Artes | Rescate, julio a diciembre de 2023 Querétaro, Qro., Ciudad de México y Celaya, Gto.            |

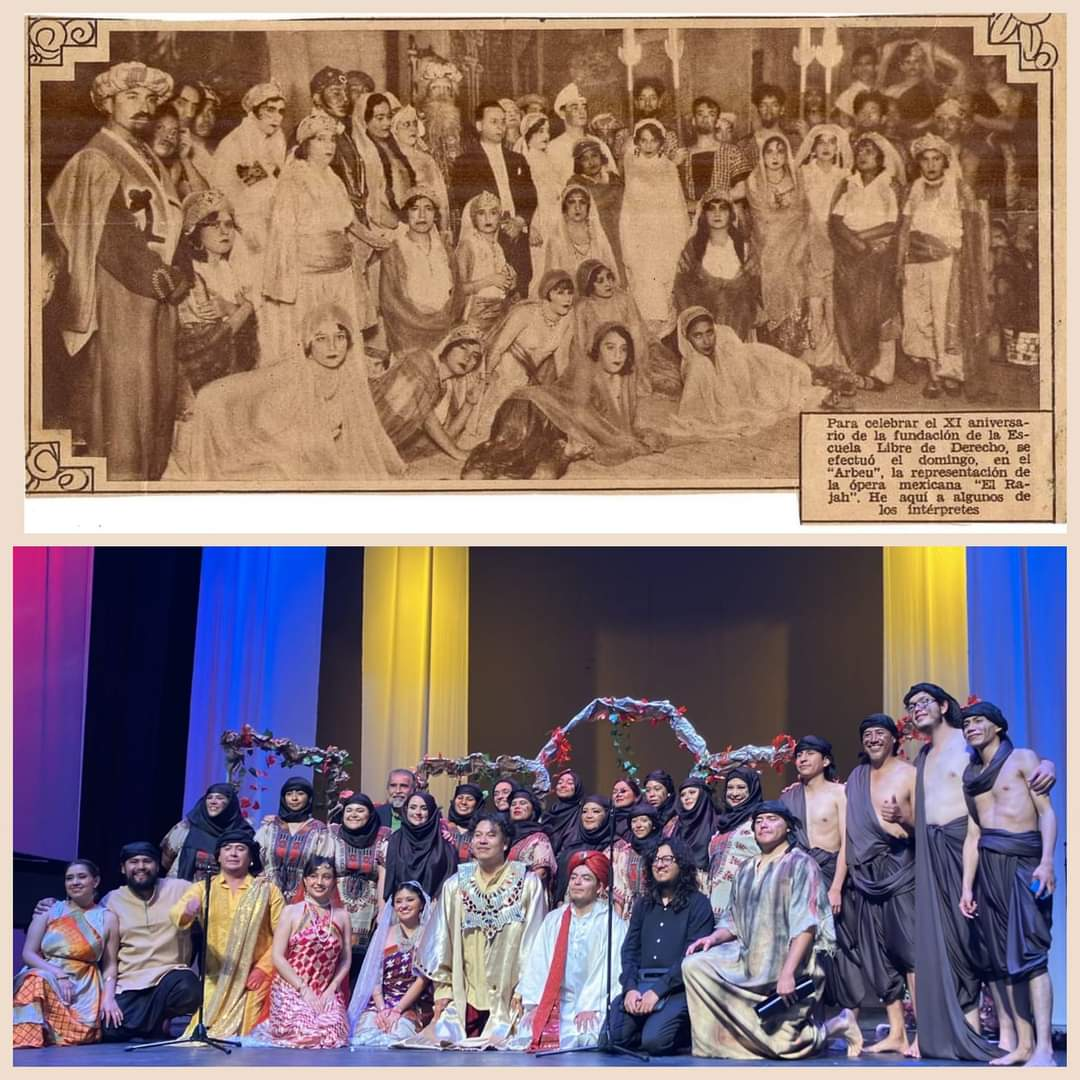
Foto comparativa del Elenco del Estreno Mundial en 1923 y el Elenco del Rescate en 2023, a 100 años de diferencia.

| ---------- | --------------------- | ------------------------------------------------- | ------------------------------------------------------- | ---------------------------------------------------------------------------------------------- |
| El Rajah   | Bajo-Barítono         | Francisco Cruz                                    | Carlos Mejía                                            | José Luis Reynoso / Víctor Corona                                                              |
| Mahina     | Soprano               | Luz María G. C. de Vásquez                        | Luz María G. C. de Vásquez                              | Cindy Jurado                                                                                   |
| Natali     | Barítono              | Ignacio Guerra Bolaños                            | Ignacio Guerra Bolaños                                  | Víctor Nájera                                                                                  |
| Mantami    | Tenor                 | Ricardo C. Lara                                   | Ricardo C. Lara                                         | Josué Olvera                                                                                   |
| Darma      | Soprano lírico-ligera | María Esther Cerdeño de Álvarez                   | María Esther Cerdeño de Álvarez                         | Jessie Velasco / Zayra García                                                                  |
| Sacontála  | Mezzosoprano          | Clementina González de Cosío                      | Clementina González de Cosío                            | Guadalupe Aguirre / Zuleica Martínez                                                           |
| El Santón  | Bajo-Barítono         | Antonio Placencia                                 | José Corral                                             | Víctor Corona / Miguel Sagrero                                                                 |
| El Esclavo | Tenor o Barítono      | Rafael Adams                                      | N. N.                                                   | Armando Contreras / Antonio Herrera / Carlos Romero                                            |
| Coros      |                       |                                                   |                                                         | Movimiento Coral Queretano, Capella Queretana, Haide Ortiz, Zuleica Martínez, Antonio Herrera. |
|            |                       | Dirección: José F. Vásquez                        | Dirección: José F. Vásquez                              | Dirección y pianista: Israel Barrios                                                           |